# تومي وارد (لاعب كريكت)
تومي وارد (2 أغسطس 1887 في باكستان - 16 فبراير 1936) (بالإنجليزية: Tommy Ward)‏ هو لاعب كريكت جنوب أفريقي. شارك مع منتخب جنوب أفريقيا الوطني للكريكت.

## وصلات خارجية
- تومي وارد على موقع إي آس بي آن كريك إنفو (الإنجليزية)